# Maria do Carmo Alves
Maria do Carmo do Nascimento Alves (Cedro de São João, 23 de agosto de 1941 – Aracaju, 31 de agosto de 2024) foi uma advogada e política brasileira, filiada ao Progressistas (PP). Era viúva do ex-prefeito de Aracaju e ex-governador de Sergipe João Alves Filho, tendo sido primeira-dama da capital por suas vezes entre 1975 e 1979 e 2013 e 2017, e primeira-dama do estado entre 1983 e 1987, 1991 e 1995 e 2003 e 2007. Foi senadora por Sergipe durante três mandatos consecutivos de 1999 a 2023. 
Em 2022 decidiu não disputar uma nova candidatura, deixando o Senado após 24 anos.

## Biografia

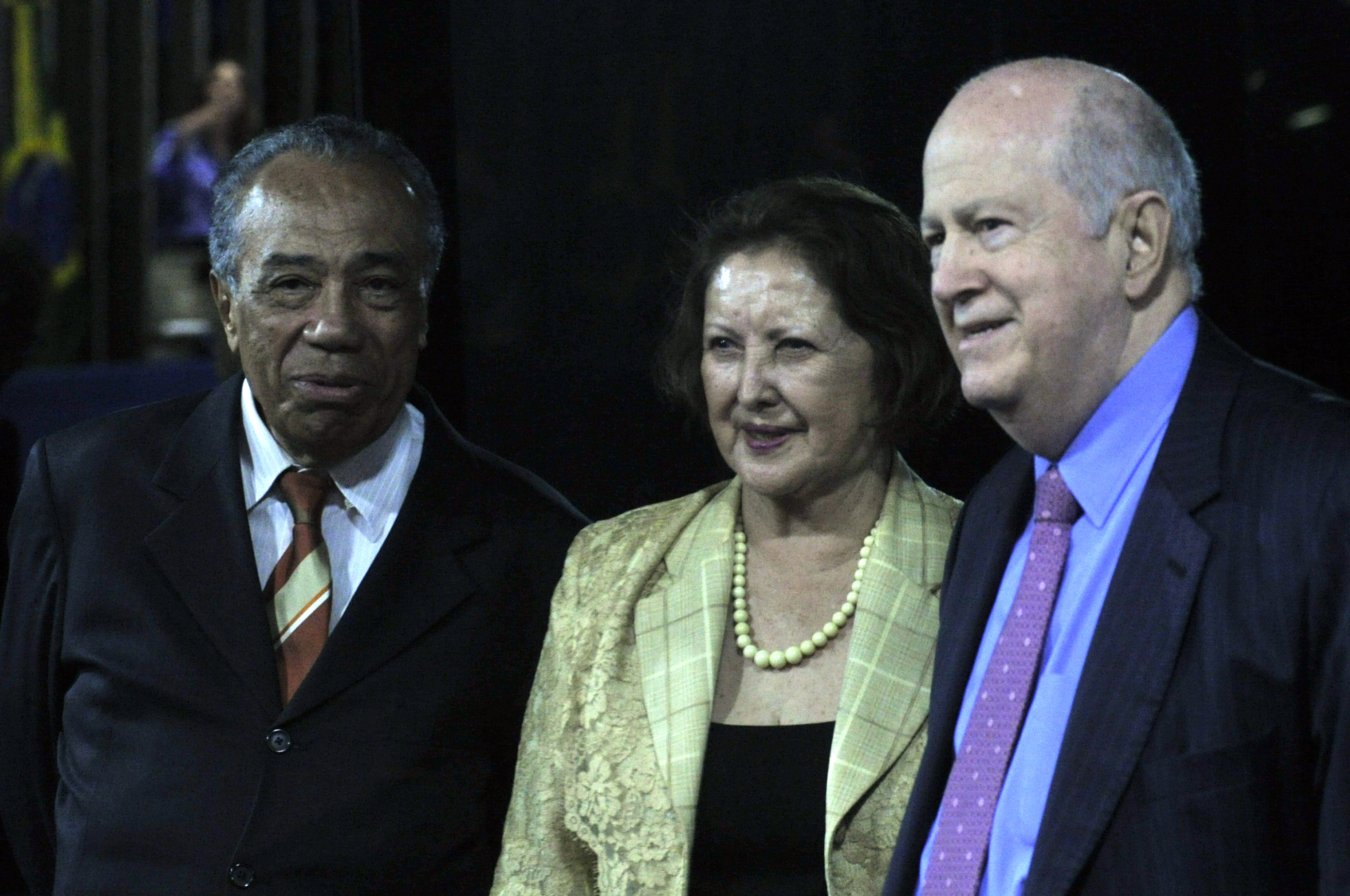
Maria com seu então esposo, João Alves e com o ex-governador de Sergipe, Albano Franco

Advogada formada pela Universidade Federal de Sergipe, casou-se com João Alves Filho, que se tornaria governador de Sergipe. Tiveram três filhos: Ana Maria, João Alves Neto e Maria Cristina. Administrou os negócios da família (do ramo imobiliário).
Em 1996, filiada ao Partido da Frente Liberal (PFL), obteve o terceiro lugar na disputa pela prefeitura de Aracaju, em sua primeira disputa eleitoral. Na eleição seguinte, 1998, elegeu-se senadora da República por Sergipe.
Reelegeu-se nas eleições em 2006, seguindo um processo de irregularidade eleitoral que até hoje em tramita no Supremo Tribunal Federal. Licenciou-se do mandato por motivo de saúde em março de 2008, assumindo seu primeiro-suplente, Virginio de Carvalho. Retornou no início de 2009, e após João Alves Filho se eleger prefeito de Aracaju, resolveu licenciar-se para assumir a pasta municipal de assistência social.
Conforme seu marido, o político João Alves Filho assumia cargos no executivo como Governador e Prefeito da cidade de Aracaju, Maria do Carmo revezava funções atuando no senado e nas Secretarias de Assistência Social junto a comunidades carentes, realizando periódicas distribuições de alimentos e cestas-básicas em comunidades carentes, bem como a viabilização de exames preventivos de câncer cervical em mulheres. Deste modo, o portfólio eleitoral dela sempre é a ajuda pontual a famílias carentes.
Em 2014, foi eleita para o seu terceiro mandato como senadora, derrotando o deputado Rogério Carvalho (PT). Desta forma, entrou para a história da política brasileira como a primeira e única mulher a ser eleita para três mandatos no Senado Federal. Anteriormente, somente Marluce Pinto (PSDB-RR), Marina Silva (REDE-AC), Lúcia Vânia (PSB-GO), Kátia Abreu (à época PMDB-TO) e a própria Maria do Carmo haviam exercido dois mandatos na câmara alta do legislativo brasileiro.
Em novembro de 2015, licenciou-se do mandato de Senadora da República, para assumir a Secretaria de Família e Assistência Social de Aracaju. Em seu lugar o primeiro suplente, Ricardo Franco (DEM), assume a cadeira no Senado. 

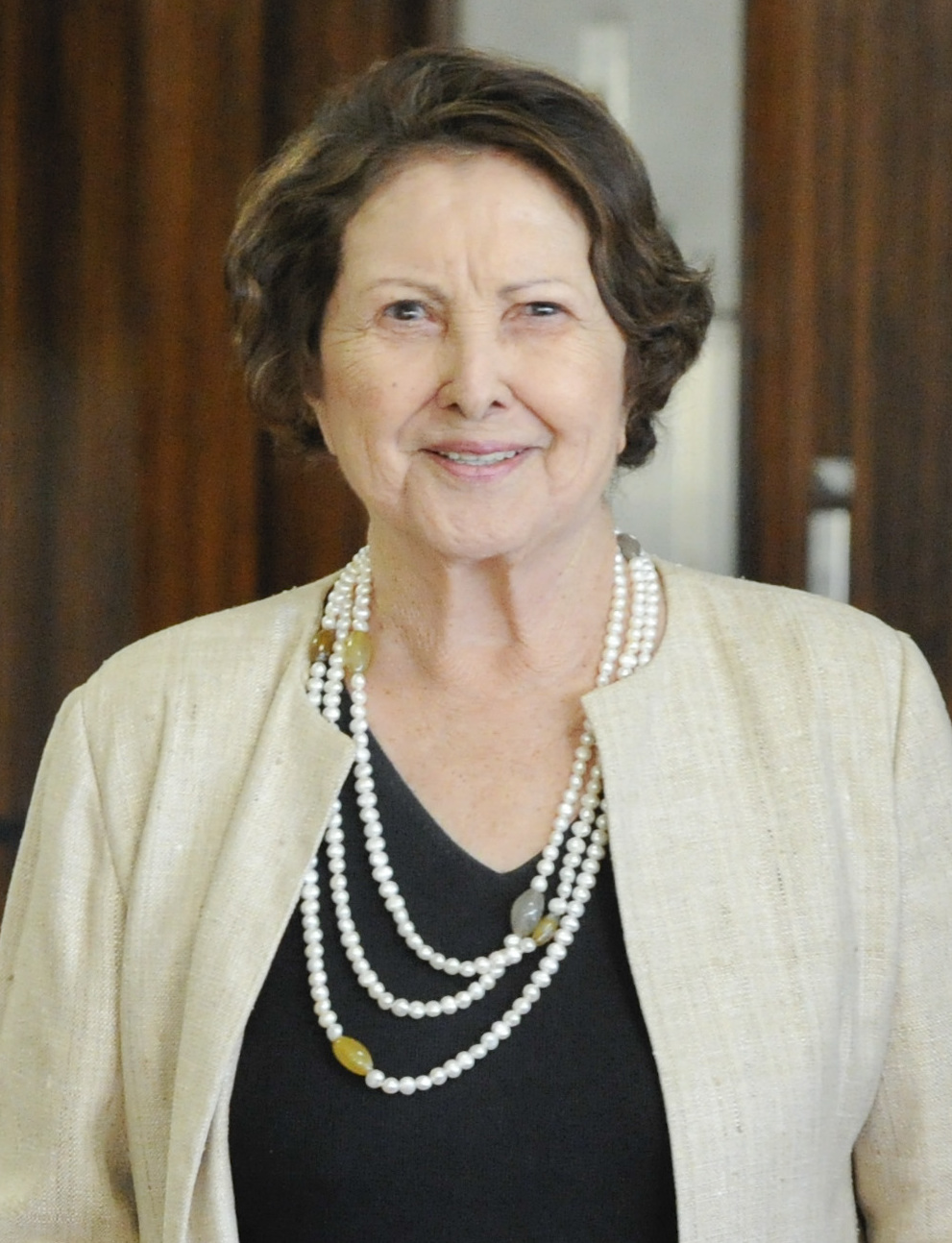
Senadora Maria do Carmo Alves em fevereiro de 2019.

Em 6 de maio de 2016, deixou a secretaria, para votar a favor da abertura do processo de impeachment da então presidente Dilma Rousseff, e se licenciou. Voltou em definitivo ao exercício de senadora, em agosto de 2016.  Deixa o cargo novamente para reassumir a pasta em Aracaju.
Tornou-se conhecida pela criação do PLS 116/2017 que prevê a demissão de servidor público por insuficiência de desempenho, o que gerou comentários negativos, por parte da mídia, em relação à sua atuação no Senado Federal do Brasil. Maria do Carmo foi classificada pela Veja como "a senadora desconhecidíssima", além de não ter participado de 60% das votações de janeiro a outubro de 2017.
Em outubro de 2017 votou a favor da manutenção do mandato do senador Aécio Neves derrubando decisão da Primeira Turma do Supremo Tribunal Federal no processo onde ele é acusado de corrupção e obstrução da justiça por solicitar dois milhões de reais ao empresário Joesley Batista.

## Morte
Na noite  de sábado,  dia 31 de agosto de 2024 na cidade de Aracaju Maria do Carmo faleceu aos 83 anos, ela estava internada para tratamento de um câncer  no pâncreas com metástases hepáticas no Hospital São Lucas.,o corpo foi sepultado dia 01 de setembro no Cemitério Colina da Saudade em Aracaju. 